# Municipio de South Wheatland
El municipio de South Wheatland (en inglés: South Wheatland Township) es un municipio ubicado en el condado de Macon en el estado estadounidense de Illinois. En el año 2010 tenía una población de 4143 habitantes y una densidad poblacional de 56,65 personas por km².

## Geografía
El municipio de South Wheatland se encuentra ubicado en las coordenadas 39°46′49″N 88°58′30″O / 39.78028, -88.97500. Según la Oficina del Censo de los Estados Unidos, el municipio tiene una superficie total de 73.14 km², de la cual 72.12 km² corresponden a tierra firme y (1.39%) 1.02 km² es agua.

## Demografía
Según el censo de 2010, había 4143 personas residiendo en el municipio de South Wheatland. La densidad de población era de 56,65 hab./km². De los 4143 habitantes, el municipio de South Wheatland estaba compuesto por el 96.96% blancos, el 0.94% eran afroamericanos, el 0.05% eran amerindios, el 0.56% eran asiáticos, el 0.02% eran isleños del Pacífico, el 0.31% eran de otras razas y el 1.16% pertenecían a dos o más razas. Del total de la población el 1.21% eran hispanos o latinos de cualquier raza.